# 惠特尼美国艺术博物馆旧址
40°43′59″N 73°59′54″W / 40.73295°N 73.998306°W
惠特尼美国艺术博物馆旧址（英語：Whitney Museum of American Art original building）是纽约市曼哈顿格林尼治村的3栋1838年的排屋，位于西八街8-12号（第五大道和麦克道尔街之间）。
1907年，葛楚德·范德伯爾特·惠特尼女士在西八街8号建立了惠特尼工作室画廊，毗邻她自己的麦克道尔巷工作室。这个，和后来西四街147号的惠特尼工作室俱乐部，旨在为年轻艺术家提供地方见面以及展示他们的作品。

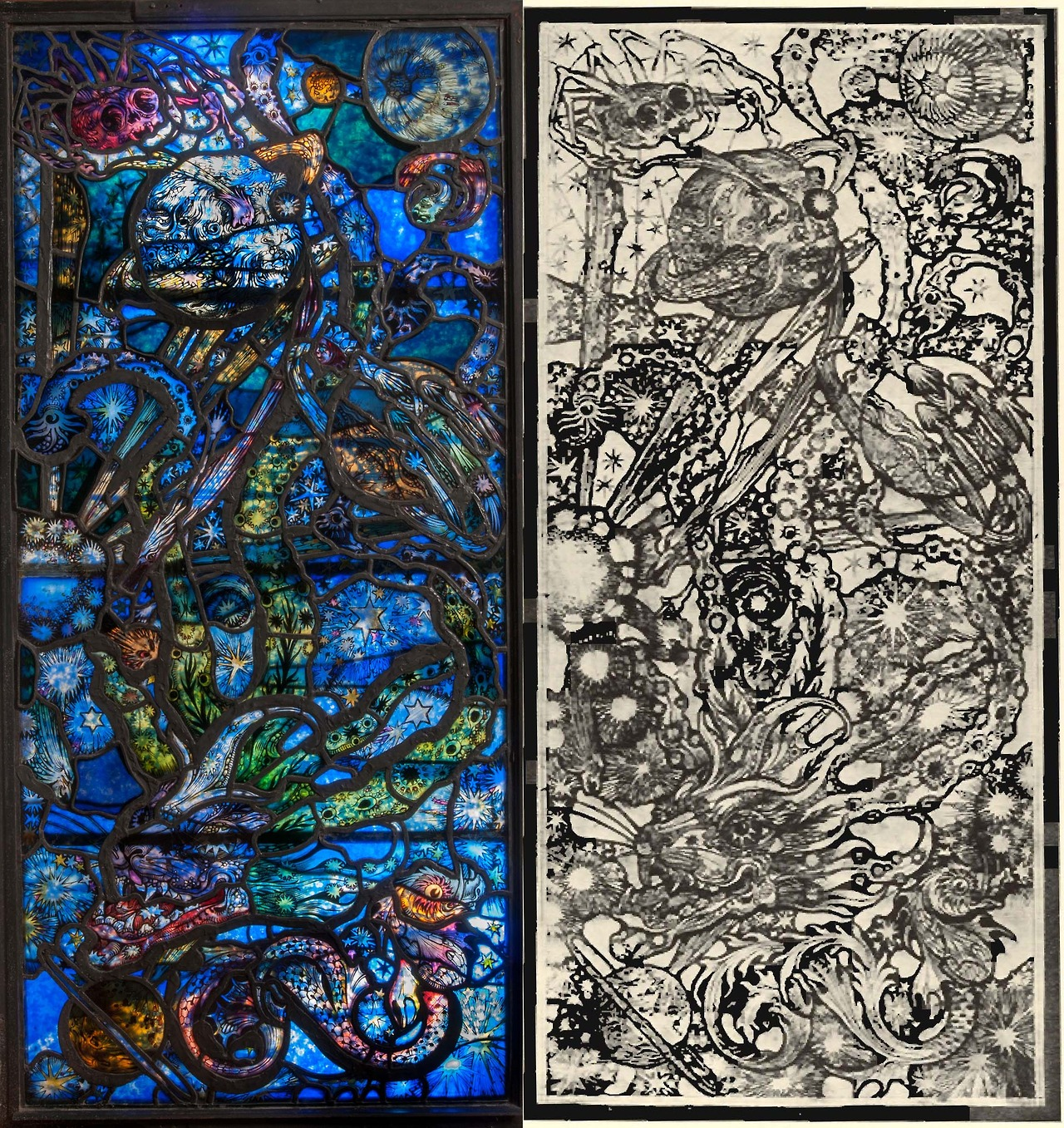
花窗玻璃

1918年，美国艺术家罗伯特·温斯罗普 Chanler受托重新设计八街物业的内部，添加一个寓言人物的浮雕天花板，20英尺高的石膏和青铜壁炉，精心设计的花窗玻璃和装饰屏。
1929年，大都会艺术博物馆拒绝了惠特尼赠送的近500件新作品，于是她建立了惠特尼美国艺术博物馆。 1931年，她聘请建筑师奥古斯特 L. 诺埃尔将西八街8-12号的3栋1838年的排屋改造为画廊和自己的住宅，1936年改造为博物馆。
在20世纪40年代，有一个未实现的计划，将惠特尼的收藏品纳入大都会艺术博物馆作为75周年庆典的一部分。1954年，博物馆向北搬到第五大道和第六大道之间的54街新址；1966年又迁至麦迪逊大道945号（东75街）。
该建筑位于纽约市地标保护委员会于1969年设立的格林尼治村历史街区内, 并于1992年列为为国家历史地标。

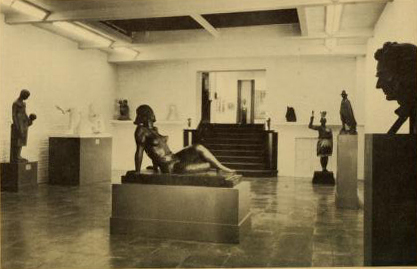
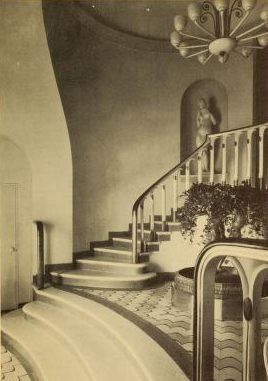
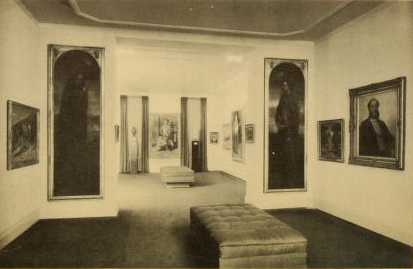
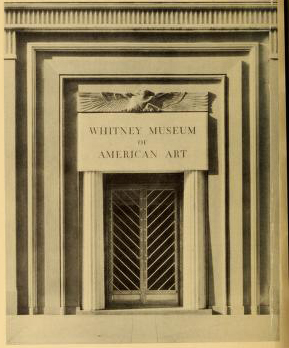